# Ева Ривас
Ева Ривас (на арменски: Եվա Ռիվաս) е арменска певица.
Тя представя Армения на конкурса „Евровизия 2010“ с песента Apricot Stone.